# Křídlový člun

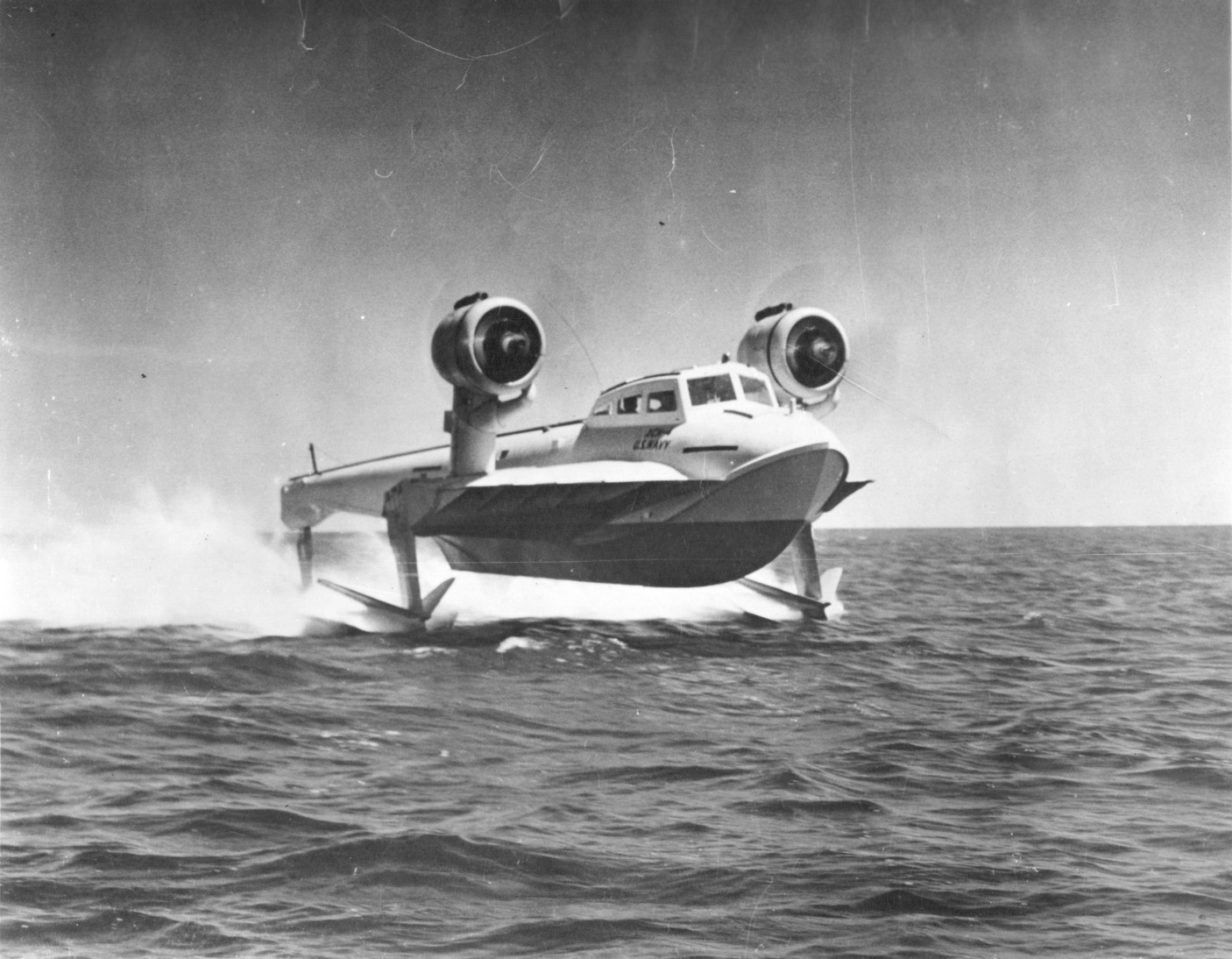
Křídlový člun Carl XCH-4 „Canard“ během testů amerického námořnictva v průlivu Long Island Sound

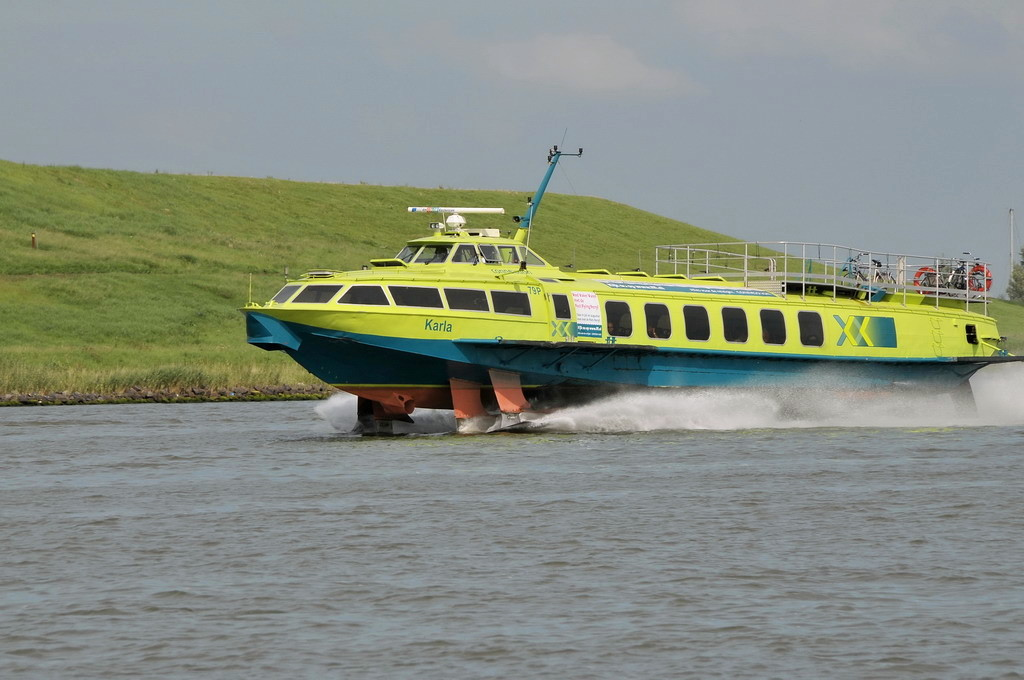
Ukrajinský člun Voschod letící po nizozemském kanále

Křídlový člun, (angl. hydrofoil) někdy také nazýván „raketa“, podle prvního sériově vyráběné a široce rozšířené lodi tohoto typu Raketa vyráběného od roku 1957 v Sovětském svazu.  Křídlový člun (hydrofoil) je speciální druh plavidla v klidu vypadající jako běžný člun. Jeho zvláštnost spočívá v tom, že má pod vodou nosná křídla (typ SP) nebo ližiny (typ FS).   Ta při vyšší rychlosti vytváří vztlak, který nadzvedne člun nad hladinu, čímž se sníží odpor vody vůči trupu a díky tomu může člun dosahovat vyšších rychlostí při stejném výkonu. Díky tomu, že člun není přímo v kontaktu s hladinou, je jeho stabilita méně ovlivňována vlnami a plavba je proto klidnější. To platí v případě, kdy výška vln nepřesahuje hloubku ponoru nosných křídel potřebnou pro vytvoření dostatečného vztlaku. Při vyšších vlnách se křídlo po průjezdu vlnou dostane mimo vodu, ztratí vztlak a příď člunu prudce poklesne.

## Historie

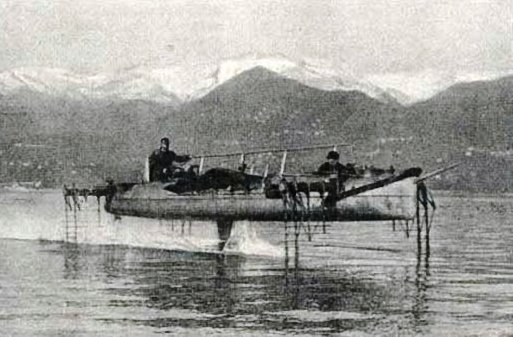
Forlaniniho křídlový člun na jezeru Maggiore (1910). Zobrazený člun o váze 1202 kg (2650 liber) o výkonu 60 hp dosáhl rychlosti 68,5 km/h (42,5 mph).

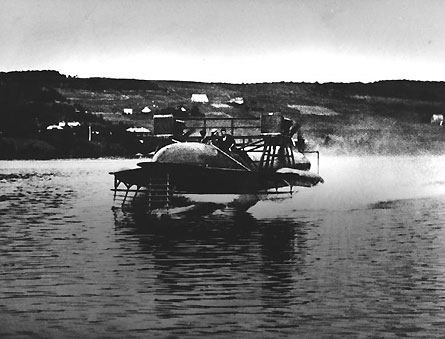
Bellův prototyp HD-4

### Prototypy
Průkopníkem na poli křídlových člunů byl italský vynálezce Enrico Forlanini. Na křídlových člunech začal pracovat roku 1898. Forlaniniho kromě člunů zajímaly i letadla a helikoptéry, jeho vynálezy získaly patentovou ochranu ve Velké Británii a Spojených státech amerických .
Roku 1906 byl ve vědeckém žurnálu Scientific American publikován vědecký článek o základním principu křídlových člunů; jeho autorem byl jejich americký pionýr William E. Meacham.
Alexander G. Bell považoval vynález hydroplánu za velmi významný milník a po přečtení Meachemova článku začal pracovat na návrhu plavidla, kterému dnes říkáme křídlový člun. Se svým hlavním inženýrem Caseym Baldwinem a námořním architektem Phillipem L. Rhodesem započali experimentovat v létě roku 1908. Baldwin studoval Forlaniniho práci a začal testovat modely založené na jeho designu. Během Bellova světového turné v letech 1910–1911 se Bell a Baldwin setkali v Itálii s Forlaninim, se kterým absolvovali projížďku na jeho křídlovém člunu po jezeru Maggiore. Baldwin popisoval, že plavba byla hladká jako let.
Během návratu do Bellových labroatoří v Beinn Bhreagh poblíž Baddecku v provincii Nové Skotsko testovali větší množství modelů, z nichž nakonec vznikl typ HD-4. Nejvyšší dosažená rychlost v těchto člunech osazených motory značky Renault byla 87 km/h (54 mph). Akcelerace byla uspokojivá, stejně tak chování člunu na vlnách, celková stabilita člunu a zatáčení. Bellova zpráva pro americké námořnictvo o dosažených výsledcích mu umožnila obstarat si dva motory o výkonu 260 kW (350 hp). 9. září roku 1919 člun HD-4 ustanovil světový rekord v rychlosti plavby na 114 km/h (70,86 mph). Rekord zůstal po dvě desetiletí nepřekonán. Replika Bellova člunu HD-4 ve skutečné velikosti je vystavena v Bellově muzeu (Alexander Graham Bell National Historic Site museum) v Baddecku.
Na začátku 50. let 20. století postavili manželé Henning-Leeovi křídlový člun s proudovým pohonem nazvaný White Hawk (Bílý jestřáb) a pokusili se prolomit rychlostní rekord na vodě. Prototyp byl osazen proudovým motorem Rolls-Royce Derwent o výkonu až 4000 koní. Plavidla poháněná lodním šroubem mají tendenci zvedat svou příď vlivem polohy pohonu pod úrovní trupu. Plavidla s proudovým pohonem mají naopak tendenci svou příď tlačit pod hladinu, což konstruktéři White Hawka vyřešili rozšířením trupu v přední části člunu. Ve vysokých rychlostech nosná křídla bránila tomu, aby se příď ponořila pod hladinu. Během testování White Hawk nedosahoval rychlostí vyvinutých při Bellově rekordním pokusu z roku 1919. Konstruktéři se museli vypořádat s fenoménem, kterému musí čelit i dnešní nejrychlejší křídlové čluny: kavitací (obdobnou kavitaci u vysokorychlostních lodních šroubů, která rozbíjí vztlak tvořený listy šroubu při pohybu vodou rychlostí nad 112 km/h), která ohýbá vztlačné křídlo a v podstatě způsobuje ztrátu vztlaku křídla (stall).
Rozšířeným a poměrně široce používaným typem dopravního prostředku, především  na řekách, se křídlové čluny stali v Sovětském svazu. Tam na jejich vývoji od 40. let minulého století pracoval Rostislav Alexejev. Od roku 1957 kdy byla vyrobena první Raketa, se čluny začal vyrábět v poměrně velkém množství a často byli i vyváženy. Následovali další typy Meteor, Voschod, Kometa a Polesie. Ve výrobě, vývoji a provozu křídlatých člunů pro osobní dopravu se tam pokračuje od konce padesátých let nepřetržitě dodnes. Současné moderní typy lodí v provozu jsou Valday 45R (Polesie), Meteor 120R a Kometa 120M.    
Dalším poměrně rozšířeným sériově vyráběným typem křídlového člunu se stal Boeing 929 Jetfoil, který byl vyráběn od roku 1974. Dostalo se mu omezeného využití ve Spojených státech a dále zejména v Asii. Od roku 1998 kdy na výrobu navázala společnost Kawasaki se stal rozšířeným v Japonsku. V současnosti se používá k dopravě mezi japonskými ostrovy, mezi Makaem a Hongkongem nebo v Jižní Koreji.  